# Franziska Franzen
Franziska Franzen, née le 27 août 1953 à Nidrum, est une femme politique belge germanophone, membre d'Ecolo.
Elle est assistante sociale. 
Membre d'Ecolo depuis 1998, elle a été conseillère et chef de cabinet du ministre Hans Niessen de 1999 à 2004 et secrétaire régionale Ecolo Ostbelgien de 2004 à 2009. 

## Fonctions politiques
- 2009-    : membre du parlement germanophone.